# Croissance (film, 1955)
Pour les articles homonymes, voir Croissance.
Pour plus de détails, voir Fiche technique et Distribution.
Croissance (たけくらべ, Takekurabe) est un film japonais réalisé par Heinosuke Gosho et sorti en 1955.

## Synopsis
Japon, Ère Meiji. Les enfants d'une banlieue de Tokyo, Yoshiwara, connue également pour abriter un quartier de plaisirs, s'affrontent en deux bandes rivales, celle de la rue principale et celle des ruelles adjacentes.

## Fiche technique
- Titre du film : Croissance
- Titre original : たけくらべ (Takekurabe?)
- Réalisation : Heinosuke Gosho
- Scénario : Toshio Yasumi (ja), d'après le roman Qui est le plus grand ? (Takekurabe) d'Ichiyō Higuchi
- Photographie : Jōji Ohara
- Musique : Yasushi Akutagawa
- Décors : Kazuo Kubo
- Production : Sadao Sugihara
- Société de production : Shintōhō
- Pays d'origine :  Japon
- Langue originale : japonais
- Format : noir et blanc - 1,37:1 - 35 mm
- Genre : drame
- Durée : 95 minutes[1] (métrage : 11 bobines - 2 606 m[1])
- Date de sortie :
  - Japon : 28 août 1955[1]

## Distribution
- Hibari Misora
- Keiko Kishi
- Kurayoshi Nakamura
- Chōko Iida
- Isuzu Yamada

## Distinctions

### Récompense
- 1956 : prix Blue Ribbon du meilleur second rôle féminin pour Isuzu Yamada[2]

### Sélection
- 1955 : en compétition pour le Lion d'or à la Mostra de Venise[3]

## Commentaire
Le titre original Takekurabe (commun au roman et au film) signifie en langue japonaise comparaison de taille. Il est composé des mots take (taille) et kurabe (comparer), empruntés à deux poèmes du chapitre 23 d'un ouvrage célèbre de la littérature japonaise datant du Xe siècle : Ise monogatari (Les Contes d'Ise).
Avec Croissance, comme pour ses films précédents (Là d'où l'on voit les cheminées en 1953, et Une auberge à Osaka en 1954), Heinosuke Gosho poursuit son exploration de la vie quotidienne des humbles gens. C'est une constante de son œuvre, car, dès ses débuts, lorsqu'il travaillait pour la Shōchiku de Kamata, Gosho fut un des représentants les plus convaincants du shomingeki. Son style, apte à faire rire et pleurer tout à la fois, est empreint d'un humanisme que l'on a pu comparer à celui de Charles Chaplin.
Heinosuke Gosho disait : « Le but de la vie d'un réalisateur de films est de décrire la vie réelle autour de lui et de créer des œuvres qui exprimeront les vrais sentiments des êtres humains. » C'est pourquoi, il privilégiait comme source d'inspiration, tout comme son compatriote Shirō Toyoda, la jun-bungaku ("littérature pure"), plus proche de la vie et, donc, moins exposée aux situations stéréotypées.
Il adoptait même les méthodes des grands romanciers japonais dans la construction de ses films. Ainsi, « à la fin de Croissance (Takekurabe), issu d'un roman célèbre au Japon, un garçon offre un iris à une fille. Traversant le pont basculant qui mène à la maison close, elle jette la fleur sans y penser. L'iris, au fond d'un canal boueux, devient un symbole qui, utilisé adroitement, parvient à retrouver quelque chose de l'urgence de sa nécessité initiale. Dans son livre, la romancière Ichiyo Higuchi refusait toute explication. Dans le film, Gosho, lui aussi, refuse de s'attarder. » (Donald Richie, Le Cinéma japonais, Éditions du Rocher).